# Dolomedes macrops
Espèce
Dolomedes macrops est une espèce d'araignées aranéomorphes de la famille des Dolomedidae.

## Distribution
Cette espèce est endémique du Soudan du Sud,. Elle se rencontre vers Mongalla.

## Description
La femelle subadulte holotype mesure 8 mm.

## Systématique et taxinomie
Cette espèce a été décrite par Simon en 1906.

## Publication originale
- Simon, 1906 : « Ergebnisse der mit Subvention aus der Erbschaft Treitl unternommenen zoologischen Forschungsreise Dr F. Werner's nach dem ägyptischen Sudan und Nord-Uganda. VII. Araneida. » Sitzungsberichte der Kaiserlichen Akademie der Wissenschaften, Mathematisch-naturwissenschaftliche Klasse, vol. 115, p. 1159-1176 (texte intégral).